# .срб
Ћирилички интернет домен .срб је нови, други национални домен Републике Србије. Део је породице интернационализованих назива домена (Internationalized Domain Name (IDN)), односно назива домена који нису написани енглеским алфабетом.
Интернет корпорација за додељене називе и бројеве (енгл. Internet Corporation for Assigned Names and Numbers (ICANN)) одобрила је предлог регистра РНИДС да домен .срб буде други интернет домен Србије на Интернету.
Домен је постао активан 3. маја 2011. године.
Регистрација ћириличког домена .срб почела је 27. јануара 2012. године.
Први интернет сајт на .срб домену био је рнидс.срб рнидс.србили http://xn--d1aholi.xn--90a3ac/, сајт Регистра националног интернет домена Србије.
Поддоменска структура у оквиру .СРБ домена истоветна је по намени постојећим поддоменима у оквиру .RS домена.
Листа .СРБ поддомена:
| домен | домен | Образложење                      |
| ----- | ----- | -------------------------------- |
|       |       | привреда, предузеће, предузетник |
|       |       | организација                     |
|       |       | образовање                       |
|       |       | предлог "од"                     |

Листа делегираних поддомена:
|  |  | органи управе   |
|  |  | академска мрежа |

## Трошкови регистрације
Цене се крећу од 500 динара за најскупљи домен другог нивоа директно испод .срб,
до 250 динара за поддомене.
На наведене цене РНИДС-а (које су исказане без ПДВа) овлашћени регистри могу додати и своје трошкове.

## Овлашћени регистри
Овлашћени регистри обављају послове регистрације .срб домена, док РНИДС само одржава централни регистар домена.
У Србији постоји око 40 овлашћених регистара РНИДС-а.